# Kainach (Hollfeld)
Kainach ist ein Gemeindeteil der Stadt Hollfeld im Landkreis Bayreuth (Oberfranken, Bayern). Die Gemarkung Kainach hat eine Fläche von 3,988 km². Sie ist in 473 Flurstücke aufgeteilt, die eine durchschnittliche Flurstücksfläche von 8431,04 m² haben.
Das Dorf Kainach ist von Hollfeld durch das Kainachtal oder in Richtung Wonsees erreichbar. In  Kainach vereinen sich die linke Schwalbach und der rechte Kaiserbach zur Kainach, die südwärts abfließt und in Hollfeld von links in die Wiesent mündet. Beide Quellbäche haben längere trockene Oberlauftäler, die in beständigem Lauf längere Schwalbach entspringt bei Schirradorf.
Die Talachse Kainachtal–Schwalbachtal ist eine Wanderstrecke und kann bis nach Wonsees durchwandert werden. Durch den Ort verläuft der Fränkische Marienweg.
Am 1. Januar 1971 wurde Kainach nach Wonsees eingemeindet, aber am 1. Juli 1972 in die Stadt Hollfeld umgegliedert.
Etwa 650 Meter nordnordwestlich der Ortsmitte von Kainach befindet sich der Burgstall Rupprechtsteine, auch als Burgstall auf den Rupprechtsteinen bezeichnet. Dabei handelt es sich um eine Burgstelle einer unbekannten mittelalterlichen Burg, möglicherweise einer Vorgängeranlage der Veste Kainach, des heutigen Schlosses.

## Kainacher Schloss

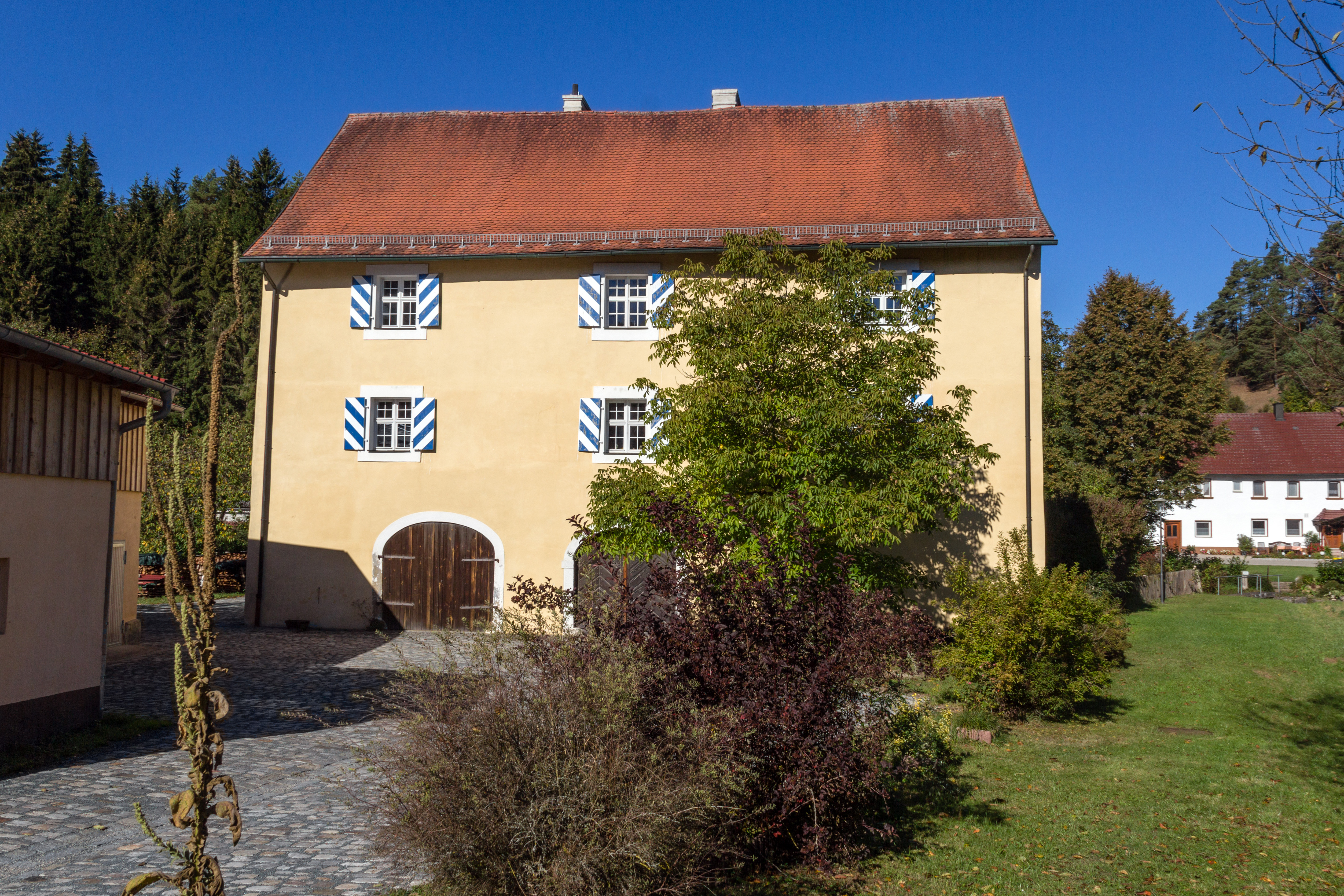
Kainacher Schloss

- 1347: Konrad der Kainacher war Mitsiegler einer Urkunde des Bischofs Friedrich.
- 1357: Der ältere und der jüngere Heinrich von Wolfsriegel gelobten den Nürnberger Burggrafen Albrecht und Friedrich, mit dem Haus Kainach zu gewarten.
- 1367: Die von Königsfeld öffneten ihr Haus dem Burggrafen von Nürnberg.
- 1375–1400: Konrad von Hartheim, Gemahl der Witwe des Hans Schütz, besaß als bischöfliches Lehen das Haus in Kainach.
- 1427: Fritz Ratzeberger hatte das Gut in Kainach vom Bischof in Bamberg als Lehen.
- 1525: Euchar von Aufseß und seine Ehefrau Barbara, geborene von Razenberg, erwarben das Gut. Im selben Jahr wurde das Gut Opfer der aufrührerischen Bauern.
- 1629: Das Gut wurde als vermanntes Lehen vom Hochstift eingezogen.
- 1682: Die Lochner von Hüttenbach bekamen das Rittergut vom Bischof als Lehen.
- 1682–1690: Die Witwe des Sebastian Lochner, Anna Maria, erbaute das neue Schlossgebäude.
- 1709: Karl Sigmund von Aufseß erwarb das Schloss mit dem Rittergut.
- 1803: Durch Hauptlandestausch- und Grenzpurifikationsvertrag kam das Rittergut an das preußische Amt Sanspareil. 1806 lag Kainach im französisch verwalteten Gebiet.
- 1810: Kainach wurde wie die ehemalige Markgrafschaft bayerisch. Regierungsrat Friedrich Wilhelm Freiherr von Aufseß war Besitzer des Rittergutes.
- 1820: Der königlich preußische Hauptmann von Borstell erwarb das Rittergut.
- 1848: Herzog Alexander von Württemberg erwarb das Rittergut.
- 1857: Das Gut wurde an Privatleute verkauft.

## Kainacher Kerwa
Am jeweils ersten Wochenende im September wird in Kainach von Freitag bis Montag Kerwa im Gemeindehaus und drumherum gefeiert.